# Regionale raad van Centraal Arava
De regionale raad van Centraal Arava (Hebreeuws: מועצה אזורית הערבה התיכונה) is een regionale raad in Israël. De raad is gevestigd ten zuiden van de Dode Zee.

## Gemeenschappen
- Ein Yahav
- Hatzeva
- Idan
- Paran
- Sapir
- Tzofar
- Tzukim
- Hemdat Midbar

Abu Basma · Alona · al-Batuf · Be'er Tuvia · Beit She'an Vallei · Bnei Shimon · Brenner · Bustan al-Marj · Centraal Arava · Drom HaSharon · Esjkol · Gan Raveh · Gederot · Gezer · Gilboa · Golan · Gush Etzion · Har Hebron · Hefervallei · Hevel Eilot · Hevel Modi'in · Hevel Yavne · Hof Ashkelon · Hof HaCarmel · Hof HaSharon · Jizreëlvallei · Emek HaYarden · Bik'at HaYarden · Lakhish · Lev HaSharon · Lodvallei · Lager Galilea · Ma'ale Yosef · Mateh Asher · Mateh Binyamin · Mateh Yehuda · Megiddo · Megilot · Menashe · Merhavim · Merom HaGalil · Mevo'ot HaHermon · Misgav · Nahal Sorek · Ramat HaNegev · Sha'ar HaNegev · Sdot Negev · Shafir · Shomron · Tamar · Hoger Galilea · Yoav · Zevoeloen